# Adam (singel)
„Adam” – singel duńskiego duetu Viro wydany w 2006 roku. Wydany na jedynym albumie Viro o tym samym tytule. Promo singel został wydany w 2006 roku.

## Lista utworów
- CD maxi-singel (2007)[1]

1. „Adam” (Radio Edit) (Clean) – 2:57
2. „Adam” (Radio Edit) – 2:57
3. „Adam” (Club Mix) – 5:19
4. „Adam” (Trance Mix) – 5:36

## Notowania na listach przebojów
| Kraj      | Lista (2007)   | Najwyższa pozycja |
| --------- | -------------- | ----------------- |
| Dania     | Track Top-20   | 4                 |
| Finlandia | Top 20 Singles | 10                |